# الذبابة (فلم)
الذبابة (بالإنجليزية: The Fly) هو فيلم رعب تم إنتاجه في الولايات المتحدة وصدر في سنة 1986. الفيلم من إخراج ديفد كروننبرغ.

## طاقم التمثيل
- جيف غولدبلوم
- جينا ديفيس

## الميزانية والإيرادات
بلغت تكلفة إنتاج الفيلم حوالي 9 ملايين دولار بينما حقق أرباحا تقدر بـ 60,629,159 دولار.

### ترشيحات وجوائز
| السنة | الحدث  | الفئة               | النتيجة |
| ----- | ------ | ------------------- | ------- |
|       | أوسكار | أفضل مستحضرات تجميل | فوز     |

## وصلات خارجية
- مقالات تستعمل روابط فنية بلا صلة مع ويكي بيانات

1. ↑  "معلومات عن الذبابة (فيلم) على موقع mymovies.it". mymovies.it. مؤرشف من الأصل في 2021-04-29.
2. ↑  "معلومات عن الذبابة (فيلم) على موقع kinenote.com". kinenote.com. مؤرشف من الأصل في 2020-05-17.
3. ↑  "معلومات عن الذبابة (فيلم) على موقع itunes.apple.com". itunes.apple.com. مؤرشف من الأصل في 2021-05-09.